# Quartieri di Avigliano
I quartieri di Avigliano sono delle suddivisioni territoriali storiche prive di valore giuridico e interne alla città di Avigliano, in provincia di Potenza.
I quartieri del centro sono i seguenti:
- Basso la Terra - In aviglianese Mbere la Terra
- Dietro le Rocche - In aviglianese Hrete a Rocche
- Poggio - In aviglianese Lu puosce
- Lavanga - In aviglianese Lavanga
- Serritiello - In aviglianese Lu Surrutieḏḏe
- Santa Lucia - In aviglianese Santa Lucia